# Vicus Patricius
De Vicus Patricius was een straat in het oude Rome. Het was een belangrijke en oude straat, die vermoedelijk al in de koningstijd bestond. 
De Vicus Patricius begon als zijstraat van het Argiletum in de Subura en liep vervolgens omhoog in het dal tussen de heuvels Cispius en Viminaal, tot aan de Porta Viminalis. De huidige Via Urbana volgt waarschijnlijk grotendeels dezelfde route. 
De vicus vormde waarschijnlijk de grens tussen de districten IV en VI. Langs de straat stond een Tempel van Diana, die niet toegankelijk was voor mannen. Ten tijde van Antoninus Pius werden hier de Thermae Novati gebouwd, een klein badhuis, dat na de derde eeuw werd omgebouwd voor de bouw van de nog steeds bestaande kerk Santa Pudenziana. Langs de weg zijn restanten van enkele grote antieke huizen opgegraven.

## Bron
- L. Richardson, jr, A New Topographical Dictionary of Ancient Rome, Baltimore - London 1992. pp.426 ISBN 0801843006